# Parafia św. Pryscylli w Chicago
Parafia św. Pryscylli w Chicago (ang. St. Priscilla's Parish) – parafia rzymskokatolicka położona w Chicago w stanie Illinois w Stanach Zjednoczonych.
Jest ona wieloetniczną parafią w północno-zachodniej dzielnicy Chicago, z mszą św. w j. polskim dla polskich imigrantów.
Parafia została poświęcona św. Pryscylli.

## Szkoły
- St Priscilla School